# Pami
Pami (uralkodói nevén Uszermaatré Szetepenré vagy Uszermaatré Szetepenamon) az ókori egyiptomi XXII. dinasztia egyik uralkodója volt. Hét évig uralkodott. Nevének jelentése: „a macska” vagy „a macskához [=Básztethez] tartozó”.

## Személyazonossága
Pami kapcsolata elődjével, IV. Sesonkkal nem ismert, de azt, hogy utóda, V. Sesonk az ő fia volt, tanúsítja egy, a Szerapeumból előkerült sztélé, mely V. Sesonk 11. évében készült. Pamit egykor azonosnak hitték Pimaival, III. Sesonk harmadik fiával, aki apja uralkodása alatt a meswes törzs főnöke volt. Nevük különböző írásmódja és jelentése – Pami: a macska, Pimai: az oroszlán – azonban bizonyítja, hogy két különböző személyről van szó, és Pami nevét a történészek hibásan írták Pimainak, abból kiindulva, hogy III. Sesonk fiáról van szó. Korábban is volt ugyan XXII. dinasztiabeli uralkodó, aki trónra lépte előtt a meswes törzs főnöke volt – I. Sesonk –, de ez nem bizonyít semmit, amellett ha Pimai túlélte volna apját, akkor ő került volna trónra, nem az ismeretlen eredetű IV. Sesonk, akiről nem írják, hogy III. Sesonk fia lett volna. Így bizonyosnak tűnik, hogy III. Sesonk minden fiát túlélte közel négy évtizedes uralkodása alatt.

## Uralkodásának hossza

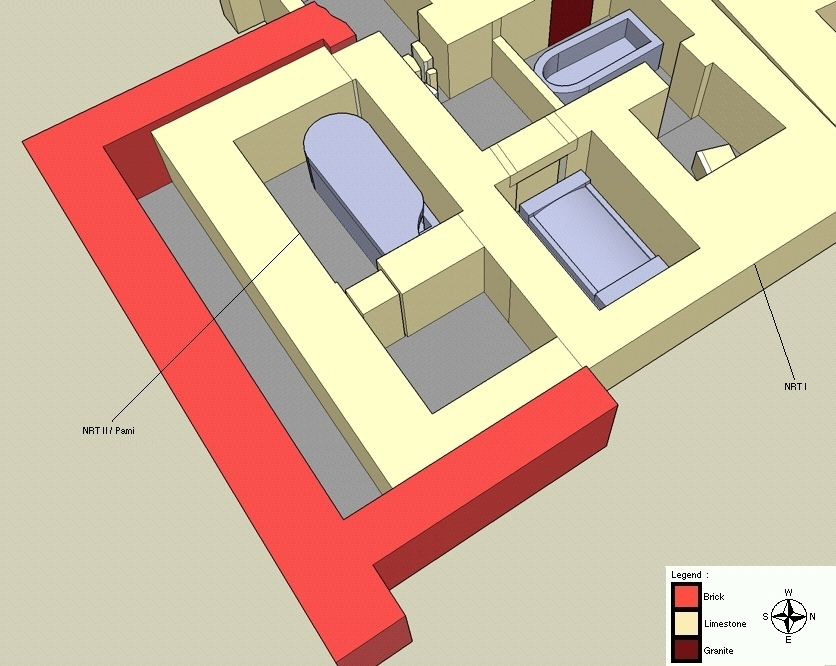
Pami sírkamrája a taniszi NRT II sírban

Pami uralkodása alatt két Ápisz-bika temetésére került sor, a 2. és a 6. évben. A szerapeumi sztélé, melyen a 2. év peret évszak 2. havának 2. napja dátum áll, kijelenti, hogy 26 év telt el III. Sesonk 28. éve – az előző Ápisz temetése – és Pami 2. éve között. Pami legmagasabb uralkodási évének eredetileg a 6. évet tartották, az ebben az évben keletkezett szerapeumi sztéléje alapján, 1998-ban azonban Pierre Tallet, Susanne Bickel és Marc Gabolde, a Montpellier-i Egyetem munkatársai közzétették egy újrahasznosított kőt9mb feliratait egy héliopoliszi falból. A 104 cm hosszú kőtömb nagy valószínűséggel egy kapu jobb oldali belsejét alkotta, a rajta szereplő szöveg lényegileg évkönyv, ami Pami uralkodása alatt született és eredetileg egy nagyobb, a XXII. dinasztia uralkodóinak tetteit rögzítő szöveg része volt. Csak a Pami uralkodását megörökítő szövegrész maradt fenn, amiben feljegyzik a király éves adományait a héliopoliszi nagy templom istenei és a város más, helyi isteneinek templomai részére. A szöveg vége sérült, de tisztán kivehető a 7. uralkodási év, és lehetséges, hogy egy rövid 8. év is szerepelt a sérült részen. Ennek alapján Pami majdnem hét teljes évig uralkodott.

## Fordítás
- Ez a szócikk részben vagy egészben  a   Pami című angol Wikipédia-szócikk ezen változatának fordításán alapul.  Az eredeti cikk szerkesztőit annak laptörténete sorolja fel. Ez a jelzés csupán a megfogalmazás eredetét és a szerzői jogokat jelzi, nem szolgál a cikkben szereplő információk forrásmegjelöléseként.